# Lubomír Lipský

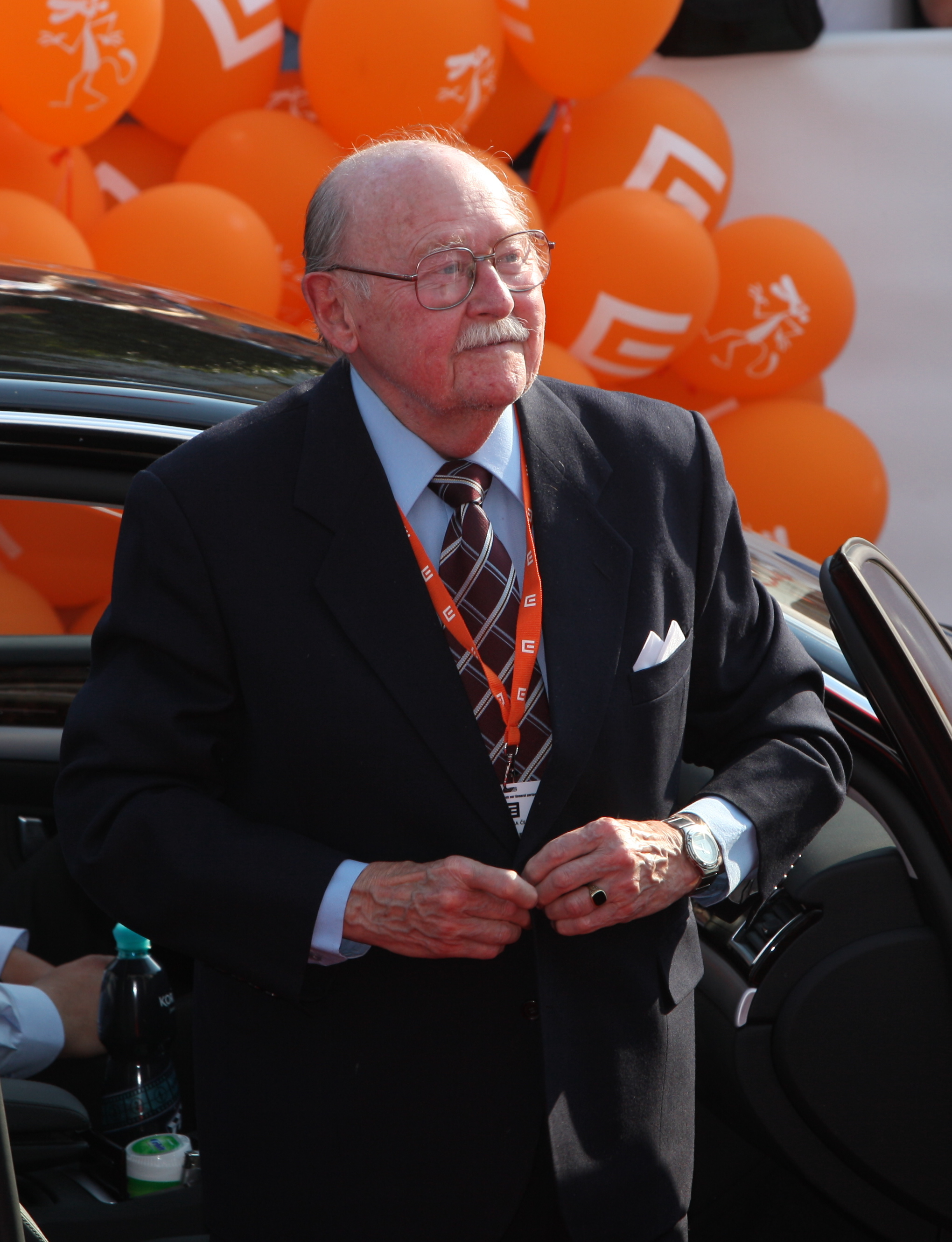
Lubomír Lipský, 2009

Lubomír Lipský (* 19. April 1923 in Pelhřimov; † 2. Oktober 2015 in Prag) war ein tschechischer Volksschauspieler und Komiker.
Er war der ältere Bruder des Filmregisseurs und Drehbuchautors Oldřich Lipský. Gemeinsam mit ihm war er von klein auf von Theater, Zirkus und Kino begeistert, beeinflusst durch seine in Amateurtheatern engagierten Eltern. Mit seinem jüngeren Bruder  Oldřich spielte er schon als Kind in Amateuraufführungen.

## Filmografie (Auswahl)
- 1955: Es war einmal ein König (Byl jednou jeden kràl)
- 1961: Der Meisterschütze (Ledoví muzi)
- 1972: Sechs Bären und ein Clown (Šest medvědů s Cibulkou)
- 1977: Unsere Geister sollen leben! (Ať žijí duchové!)
- 1977: Wie Honza beinahe König geworden wäre (Honza málem králem)
- 1978: Hejkal
- 1984: Verschenktes Glück (Tři veteráni)